# Мукасовский сельсовет
Мукасовский сельсовет — муниципальное образование в Баймакском районе Республики Башкортостан России.

## История
Согласно Закону о границах, статусе и административных центрах муниципальных образований в Республике Башкортостан имеет статус сельского поселения.

## Население
| 2002  | 2009  | 2010  | 2012  | 2013  | 2014  | 2015  |
| ----- | ----- | ----- | ----- | ----- | ----- | ----- |
| 2631  | ↗2991 | ↘2452 | ↘2441 | ↘2423 | ↘2373 | ↘2332 |
| 2016  | 2017  |       |       |       |       |       |
| ↘2317 | ↘2289 |       |       |       |       |       |

## Состав сельского поселения
| № | Населённый пункт | Тип населённого пункта       | Население |
| - | ---------------- | ---------------------------- | --------- |
| 1 | 1-е Туркменево   | село, административный центр | ↘1043     |
| 2 | Ахмерово         | деревня                      | ↘543      |
| 3 | Казанка          | деревня                      | ↘417      |
| 4 | 2-е Туркменево   | деревня                      | ↘156      |
| 5 | Абзаково         | деревня                      | ↘144      |
| 6 | Мукасово 1-е     | деревня                      | ↘114      |
| 7 | Мукасово 2-е     | деревня                      | ↗32       |
| 8 | Назарово         | деревня                      | ↘3        |

### Упразднённые населённые пункты
- Гадельша (Баймакский район) (упразднён в 2005 г.)
- Новая Кизилка (упразднён в 1986 г.)